# J.D. (Scrubs)
Dr Jonathan Michael Dorian`(més conegut com a " JD") és un personatge fictici interpretat per Zach Braff a la sèrie de televisió nord-americana de comèdia i drama Scrubs. És el narrador i personatge principal de la sèrie, podent ser considerat com el protagonista.
Ha aparegut en tots els episodis de la sèrie fins al seu terme, excepte en "My Full Moon" i en "My Absence" on només s'escolta la seva veu.

## Origen del personatge
El nom de J.D. està basat en el Dr Jonathan Doris, un amic d'escola de Bill Lawrence, creador de la sèrie. Doris, serveix com a supervisor mèdic en els guions del xou. Durant els 7 anys de la sèrie, la personalitat de JD no és molt explorada, excepte quan es relaciona amb el seu amic Turk. Per a l'última temporada, Bill finalment va mostrar a un Dorian una mica més madur, ja que segons va declarar, era el que els admiradors volien. En l'últim episodi de la sèrie anomenat "My Finale", abandona l'hospital Sacred Heart recordant a totes les persones que el van ajudar en la seva formació, i també imaginant el seu futur amb molta esperança.

## Història
J.D. és el narrador de tots els capítols de la sèrie (excepte en 5 episodis). J.D. també ha mantingut relacions amb  Elliot, un amor gairebé impossible, del que després es va penedir, Jordan, l'esposa del Dr Cox, Danni, la germana de Jordan i Kylie. Recentment, va celebrar el seu 30è aniversari. Pare d'un fill, que ha tingut amb la doctora Kim Briggs, anomenat Sam en honor del seu difunt pare.